# Citânia de Santa Luzia
Die Citânia de Santa Luzia, auch bekannt als Cidade Velha de Santa Luzia, ist eine eisenzeitlich-römische Höhensiedlung der Castrokultur im Nordwesten Portugals.

## Lage
Die Siedlung liegt auf der Kuppe des etwa 250 m hohen, namensgebenden Berges Monte de Santa Luzia unmittelbar nördlich von Viana do Castelo im gleichnamigen Distrikt.
Natürlich geschützt durch vergleichsweise steile Hänge, liegt die Citânia in einer geographisch strategischen Lage, die die Kontrolle der Mündung des Rio Lima in den Atlantik, der benachbarten Atlantikküste und der umliegenden Ländereien erlaubt.

## Geschichte
Die bisher ergrabenen Funde und Befunde erlauben eine Datierung der Siedlung mit Schwerpunkt in den Zeitraum vom 1. Jahrhundert v. Chr. bis ins 1. nachchristliche Jahrhundert. Ein Münzfund des Gallienus macht eine Weiternutzung des Areals bis ins 3. Jahrhundert n. Chr. wahrscheinlich.
Obwohl kleiner als die bekannten Siedlungen von Briteiros und Sanfins, ist die Citânia de Santa Luzia ein bemerkenswertes Beispiel für die befestigten Siedlungen dieser Zeitstellung im Nordwesten der iberischen Halbinsel, sowohl in Bezug auf die Stadtplanung, die Typologie der Hausgrundrisse als auch ihren defensiven Charakter.

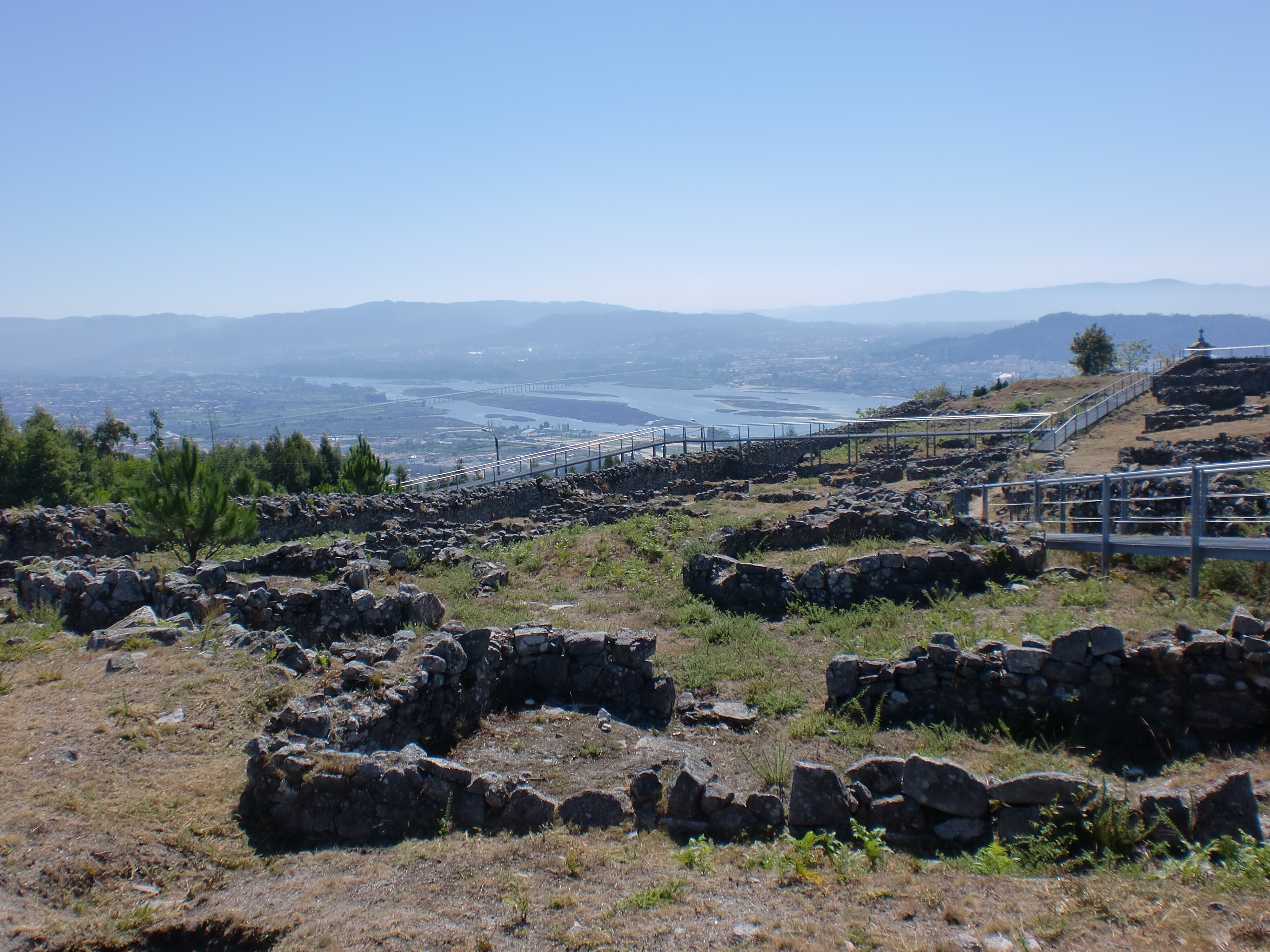
Citânia de Santa Luzia

### Forschung
Erste Nachrichten erwähnen das Castro bereits im 17. Jahrhundert, doch fanden erst 1876 auf Initiative von J. Possidonio da Silva erste Ausgrabungen statt. Bisher wurde nur ein Drittel der ehemaligen Siedlungsfläche aufgedeckt. Der Bau eines Hotels und der Kirche Santuario de Santa Luzia im 19. Jahrhundert haben einen Teil der Siedlung unwiederbringlich zerstört.
Die Siedlungsfläche ist heute als Monumento Nacional eingetragen und geschützt. Seit 1994 ist die Ausgrabung für die Öffentlichkeit (wieder) zugänglich und wird um ein „Centro Interpretativo“ ergänzt.

### Befunde
Der bereits durch die Lage deutlich fortifikatorische Charakter der Siedlung wird durch drei annähernd konzentrische Mauerringe mit zwei zwischenliegenden Gräben nochmals verstärkt. Die Mauern weisen eine Stärke von 1,8–2 Metern auf und sind auf der Innenseite zusätzlich verstärkt. Eine Zugangsrampe bzw. Treppen, von denen eine noch neun Stufen hoch erhalten ist, ermöglichen den Zugang zu den Mauerkronen. Der höchste Punkt des Berges wurde noch zusätzlich erhöht und mit einer starken Mauer versehen. Dieser Bereich blieb von Wohnbebauung frei und diente möglicherweise als „Zitadelle“ der Siedlung.

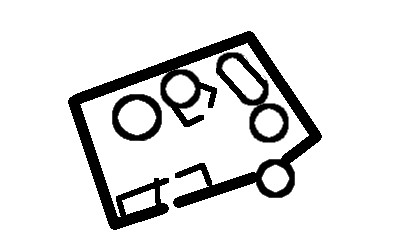
Schematische Umzeichnung einer Gebäudegruppe aus Santa Luzia.

Die Innenbebauung der Citânia ist durch die Separierung der einzelnen Wohnstrukturen in „Gehöfte“ charakterisiert. Mehrere Gebäude sind durch Mauern oder die zum Teil gepflasterten Straßen zu Einheiten zusammengefasst und von den Nachbargebäuden getrennt.
Drei Typen von Grundrissen lassen sich innerhalb der 74 bisher bekannten Gebäude unterscheiden: annähernd kreisförmige mit bis zu 3,3 m Durchmesser, elliptische und seltener rechteckige Grundrisse mit bis zu 6,5 m Länge. Teilweise werden die Gebäude durch einen Vorraum ergänzt. Die Eingänge der Gebäude sind meist Richtung Südosten ausgerichtet und folgen der Hangneigung nach unten, um die Innenräume vor Regenwasser und den Nordostwinden zu schützen.
In der Mitte der runden Gebäude ist mehrfach ein kleiner Stein (ca. 20 × 25 cm) zu beobachten. Unklar ist, ob es sich hierbei um die Reste einer Feuerstelle oder den Auflieger für einen Pfosten handelt, der das (konische) Dach stützt.

### Funde
Neben vorrömischer Keramik stammen die meisten Funde aus römischer Zeit. Reste von Amphoren, römische Ziegel, eine Bronzefibel und eine Bronzenadel mit einer kreisförmigen Verzierung am Kopf. Neben der schon erwähnten Münze des Gallienus sind hier vor allem ein kleiner Bronzealtar (Arula) und der obere Teil eines Altars aus Granit aus römischer Zeit zu nennen.
Der überwiegende Teil der Funde wird heute in den beiden Lissaboner Museen Museu Nacional de Arqueologia und Museu do Instituto Geológico e Mineiro verwahrt.